# Храневский сельсовет
Храневский сельсовет — упразднённая административно-территориальная единица, существовавшая на территории Тверской губернии и Московской области до 1939 года.
Храневский сельсовет до 1929 года входил в Микулинскую волость Тверского уезда Тверской губернии. В 1929 году Храневский с/с был отнесён к Лотошинскому району Московского округа Московской области.
17 июля 1939 года Храневский с/с был упразднён. При этом селения Новохранёво, Супоросово, Хранёво и Ценок были переданы в Микулинский с/с, а селение Немки — во Введенский с/с.